# ألان ديفيز
ألان ديفيز (بالإنجليزية: Alan Davies)‏ (و. 1966 – م) هو ممثل تلفزيوني، وممثل هزلي، وممثل، وكاتب سيناريو، ومقدم برامج، وكاتِب، من المملكة المتحدة، ولد في إسكس.

## التعليم
تعلم في جامعة كنت.

## وصلات خارجية
- ألان ديفيز على موقع IMDb (الإنجليزية)
- ألان ديفيز على موقع ميوزك برينز (الإنجليزية)
- ألان ديفيز على موقع إن إن دي بي (الإنجليزية)
- ألان ديفيز على موقع قاعدة بيانات الفيلم (الإنجليزية)